# Деметрій II (греко-бактрійський цар)
Деметрій II (грец. Δημήτριος Β; *д/н — †бл. 155 до н. е.) — цар Греко-Бактрійської держави у 175 до н. е.—170 до н. е. та Індо-грецької держави у 175 до н. е.—155 до н. е..

## Життєпис
Походив з династії Евтідемідів. Молодший син царя Деметрія I. Останній факт викликає суперечки, втім більшість дослідників дотримуються думки щодо належності Деметрія II до нащадків Євтидема I. Здебільшого знаний за монетами (срібними тетрадрахмами) та згадкою в античного історика Юстина.
Близько 175 року до н. е. стає правителем якоїсь із земель у Дрангіані або Аріані. Розпочав війну проти царя Антімаха I, якого зумів повалити до 170 року до н. е. Ставши царем Греко-Бактрії, окрім частини Арахозії, Деметрій II рушив до Пенджабу, де розпочав війну проти царя Антімаха II, якого в результаті тривалої боротьби зумів здолати до 155 року до н. е.
Втім, під час індійського походу в землі Маргіані, Бактрії та Согдіані захопив Євкратид I. У спробі відбити втрачені землі Деметрій II зазнав поразки, можливо, тоді або трохи згодом загинув. Владу в Індії успадкував син Менандр I.